# Ủy ban Lãnh đạo Quốc gia (Việt Nam Cộng hòa)
Ủy ban Lãnh đạo Quốc gia Việt Nam với danh xưng chính thức Chánh-phủ Lâm-thời Việt-Nam Cộng-hòa hoặc Chánh-phủ Quân-phiệt Việt-Nam Cộng-hòa là một cơ quan do Hội đồng Quân lực thiết lập ngày 12 Tháng Sáu năm 1965 để cai trị quốc gia này khi chính phủ dân sự của thủ tướng Phan Huy Quát tê liệt rồi giải tán.
Đây là cơ quan chuyển tiếp từ chế độ quân phiệt lâm thời (1963-1967) sang nền Đệ Nhị Cộng hòa Việt Nam.

## Lịch sử

### Thành phần
Ngày 14-6-1965, Hội đồng Quân lực thành lập Ủy ban Lãnh đạo Quốc gia do Trung tướng Nguyễn Văn Thiệu giữ chức Chủ tịch (Quốc trưởng), Thiếu tướng Nguyễn Cao Kỳ giữ chức Chủ tịch Ủy ban Hành pháp trung ương (Thủ tướng) và Trung tướng Phạm Xuân Chiểu giữ chức Tổng Thư ký.
Theo quyết nghị của Hội đồng Quân lực thì Ủy ban Lãnh đạo Quốc gia có sự tham gia của 11 thành viên gồm một Chủ tịch, một Tổng Thư ký, một Ủy viên phụ trách điều khiển Hành pháp, Tổng trưởng Quốc phòng, Tổng Tham mưu trưởng, các Tư lệnh bốn Vùng chiến thuật, Tư lệnh Không quân, và Tư lệnh Hải quân.
Trung tướng Nguyễn Văn Thiệu đứng làm Chủ tịch với cương vị Quốc trưởng, trung tướng Phạm Xuân Chiểu là Tổng Thư ký còn thiếu tướng Nguyễn Cao Kỳ là Ủy viên điều khiển Hành pháp, còn được gọi là Chủ tịch Ủy ban Hành pháp Trung ương tương đương với cương vị Thủ tướng.
Vì ông Nguyễn Cao Kỳ kiêm luôn Tư lệnh Không quân và Thiếu tướng Nguyễn Hữu Có vừa là Tổng trưởng Quốc phòng, kiêm Tổng Tham mưu trưởng nên Ủy ban Lãnh đạo Quốc gia chỉ có 9 thành viên. Năm quân nhân còn lại là :
1. Đề đốc Trần Văn Chơn (Tư lệnh Hải quân),
2. Thiếu tướng Nguyễn Chánh Thi (Tư lệnh Quân đoàn I),
3. Thiếu tướng Nguyễn Văn Mạnh (Tư lệnh Quân đoàn II),
4. Thiếu tướng Cao Văn Viên (Tư lệnh Quân đoàn III)
5. Thiếu tướng Đặng Văn Quang (Tư lệnh Quân đoàn IV).[2]

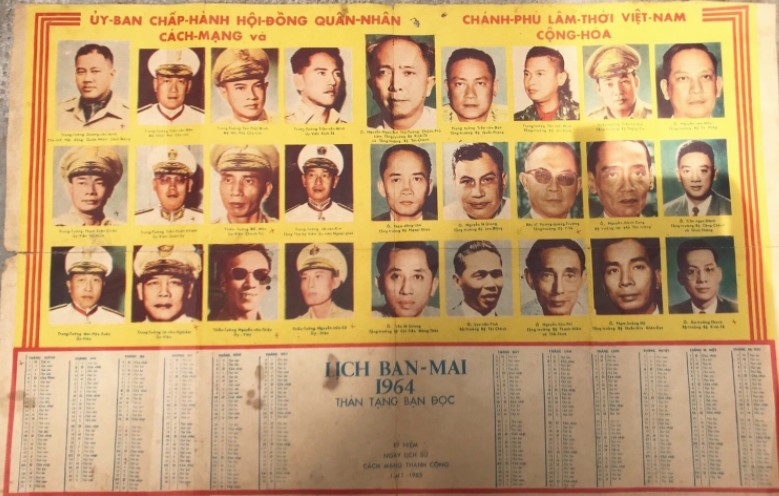
Thành viên chính phủ lâm thời.

Như vậy gồm có:
- Nguyễn Xuân Chữ
- Tôn Thất Hanh
- Nguyễn Văn Huyền
- Ngô Gia Hy
- Nguyễn Đình Luyện
- Nguyễn Văn Lực
- Trần Đình Nam
- Hồ Văn Nhựt
- Trần Văn Quế
- Lê Khắc Quyến
- Phan Khắc Sửu
- Lương Trọng Tường
- Hồ Đắc Thắng
- Lê Văn Thu
- Mai Thọ Truyền
- Trần Văn Văn

### Công tác
Ủy ban Lãnh đạo Quốc gia có trọng trách chỉ huy Quân lực Việt Nam Cộng hòa cùng điều hành quốc gia. Nhiệm vụ này chính thức diễn ra vào ngày 19 Tháng Sáu, 1965 khi Hội đồng Quân lực quyết định giải tán Hội đồng Quốc gia Lập pháp (quyết định số 4/QLVNCH) và ban hành "Ước pháp Tạm thời" gồm 7 thiên, 25 điều. Theo đó thì địa vị các cơ chế như Đại hội đồng Quân lực, Ủy ban Lãnh đạo Quốc gia, Hội đồng An ninh Quốc gia, Hội đồng Kinh tế và Xã hội, cùng Thượng Hội đồng thẩm phán (quyết định số 5/QLVNCH) được chuẩn định.
Ủy ban Lãnh đạo Trung ương cũng lập ra Ủy ban Hành pháp Trung ương tức là nội các chính phủ theo sắc lệnh 001/a/CT/LĐQG.
Ngày trình diện quốc dân của Ủy ban Lãnh đạo Quốc gia được chọn làm "Ngày Quân lực" 19 Tháng Sáu, kỷ niệm hằng năm bằng cuộc diễn binh lớn ở Sài Gòn tuy ngày Quốc khánh vẫn giữ là ngày 1 tháng 11. "Ngày Quân lực" là một trong những ngày nghỉ chính thức của Việt Nam Cộng hòa.

### Tư liệu
- "Public Administration Bulletin Vietnam" (PDF). United States Agency for International Development. Truy cập ngày 23 tháng 11 năm 2015.